# 北大曲站
北大曲站（日语：／ Kita-ōmagari eki */?）是位於秋田縣大仙市，屬於東日本旅客鐵道（JR東日本）田澤湖線的鐵路車站。

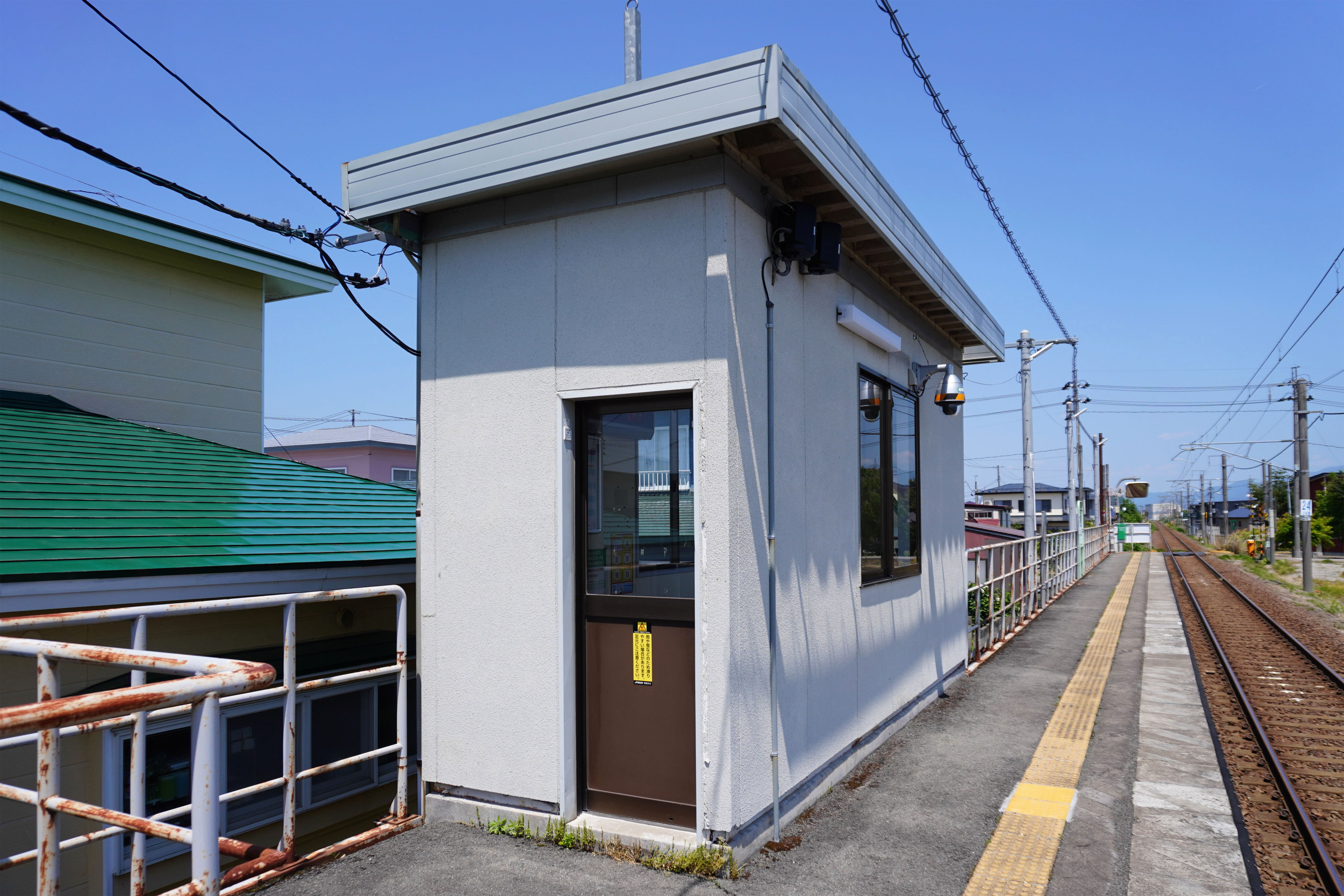
候車室(2024年5月)

## 車站構造

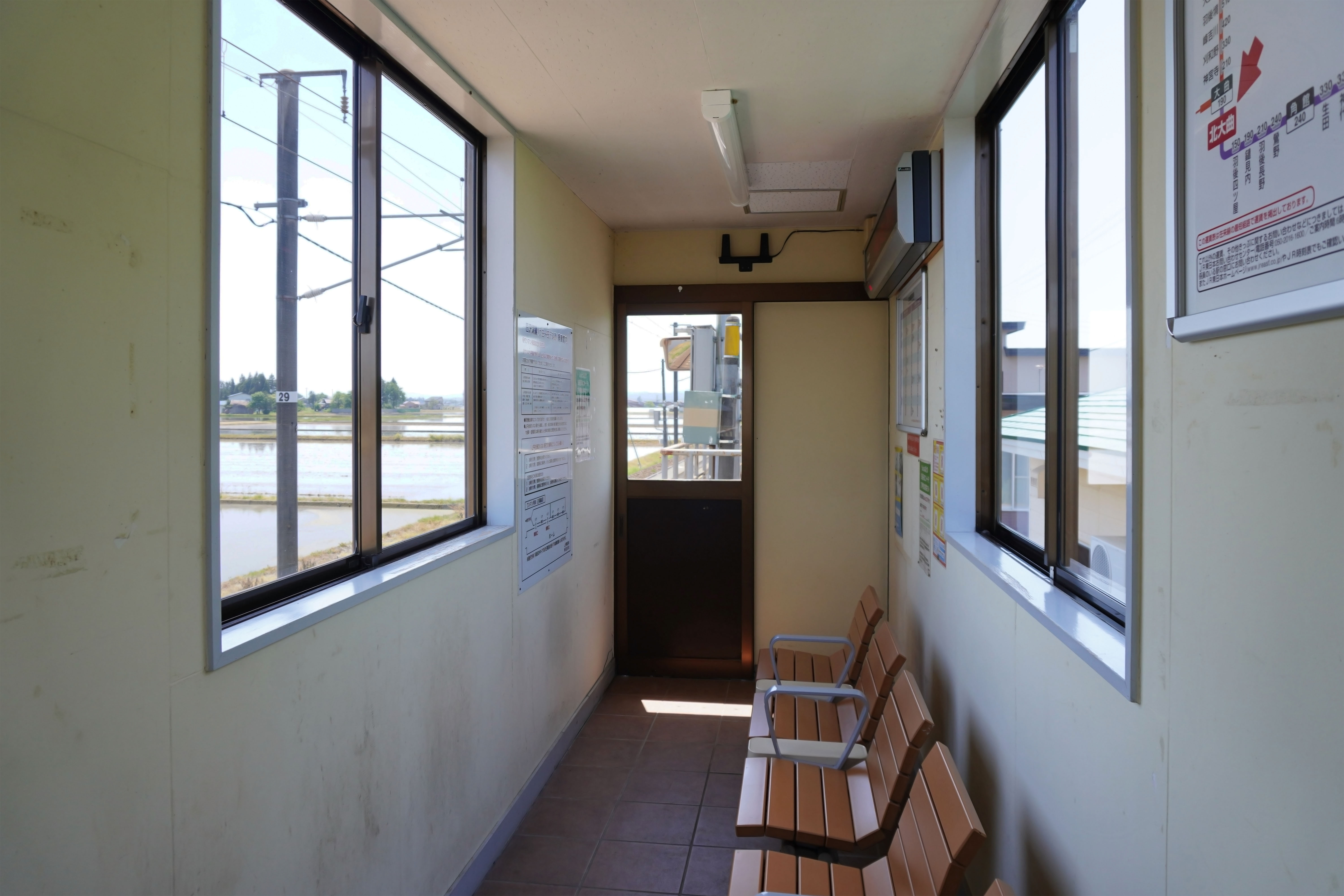
候車室内(2024年5月)

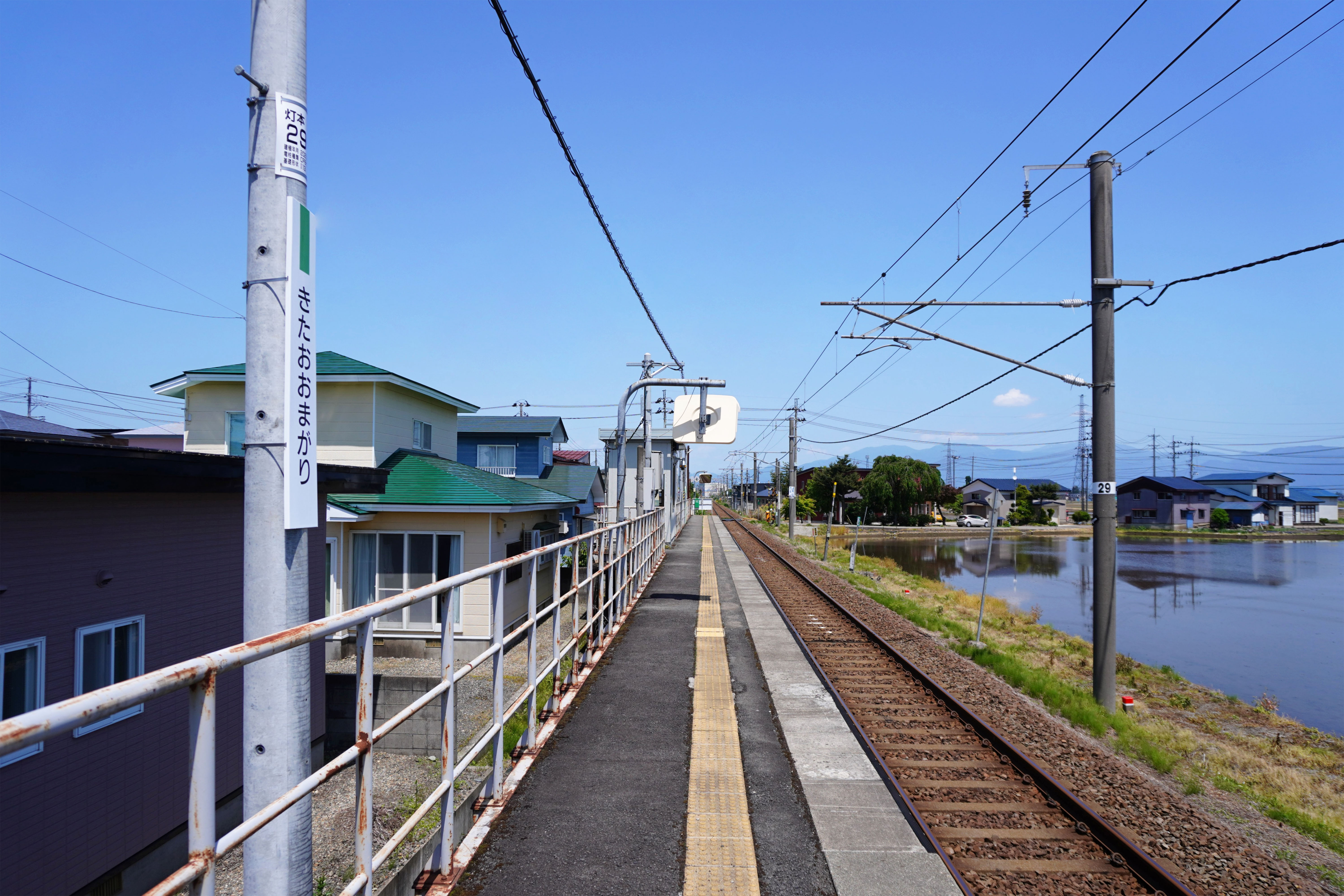
月台(2024年5月)

本站為單式月台1面1線的無人站，月台上設有候車室。

## 历史
- 1965年（昭和40年）11月21日：車站啟用。
- 1987年（昭和62年）4月1日：因國鐵分割民營化，本站成為東日本旅客鐵道的車站。

## 車站周邊
- 大仙市政廳四屋出張所
- 農業・食品産業技術綜合研究機構 東北農業研究中心 水田利用部
- 國道105號

## 相鄰車站
東日本旅客鐵道
■田澤湖線
羽後四屋－北大曲－大曲

## 相關項目
- 日本鐵路車站列表

## 外部連結
- JR東日本 北大曲站（页面存档备份，存于）